# I Nuovi Angeli (album 1969)
I Nuovi Angeli è il primo album dell'omonimo gruppo musicale pop italiano, pubblicato dall'etichetta discografica Durium nel 1969.

## Descrizione
L'album contiene molte cover di brani stranieri: Ob-La-Di, Ob-La-Da è un celebre brano dei Beatles, Questo è un addio è la versione italiana della canzone What a Way to Die del gruppo svedese Ola & The Janglers, Le montagne è la cover di River Deep, Mountain High, resa celebre dalla coppia Ike & Tina Turner, Il battello rosso è un riadattamento del brano The Little Red Boat by the River del gruppo di Pop-Rock inglese The Spectrum, seguono due successi dei Bee Gees: Forse cambierà (When the Swallows Fly) e Gin e Whisky Dry (Indian Gin and Whisky Dry) ed un paio degli The Easybeats: Hello, come stai (Hello, How Are You) e Forse hai perso la memoria (Come in You'll Get Pneumonia).
L'album è stato ristampato in CD dalla On Sale Music nel 2015 con otto tracce in più, canzoni del gruppo pubblicate in origine solo su 45 giri.

## Tracce
Lato A
1. Ob-La-Di, Ob-La-Da – 2:21 (testo: Mogol, Felice Piccarreda – musica: John Lennon, Paul McCartney)
2. Questo è un addio (What a Way to Die) – 2:51 (testo: Andrea Lo Vecchio, Felice Piccarreda – musica: Charlie Weiss, Steve Schlaks)
3. Le montagne (River Deep - Mountain High) – 3:14 (testo: Giuseppe Cassia – musica: Phil Spector, Jeff Barry, Ellie Greenwich)
4. Il battello rosso (Little Red Boat by the River) – 2:23 (testo: Mogol, Cristiano Minellono – musica: Paul Leka, Denise Gross)
5. Il momento più bello – 3:27 (testo: Felice Piccarreda, Roberto Vecchioni – musica: Alda Spaggiari)
6. Non c'è bisogno di piangere – 3:21 (testo: Felice Piccarreda – musica: Marino Marini)

Lato B
1. Forse cambierà (When the Swallows Fly) – 2:25 (testo: Luciano Giacotto – musica: Robin Gibb, Maurice Gibb, Barry Gibb)
2. Piccolo cuore (Piccolo Man) – 2:12 (testo: Paolo Limiti e Felice Piccarreda – musica: Ken Lewis, Russell Alquist)
3. Hello, come stai? (Hello, How Are You?) – 2:45 (testo: Mogol, Cristiano Minellono – musica: Harry Vanda, George Young)
4. Gin e Whisky Dry (Indian Gin and Whisky Dry) – 1:52 (testo: Luciano Giacotto – musica: Maurice Gibb, Barry Gibb, Robin Gibb)
5. Forse hai perso la memoria (Come in You'll Get Pneumonia) – 2:50 (testo: Cristiano Minellono, Felice Piccarreda – musica: Tony Cahill, Harry Vanda, George Young)
6. Sigla TV – 2:17 (testo: Felice Piccarreda – musica: Franco Cassano)

## Formazione
- Alfredo Gatti - voce solista
- Alberto Pasetti - chitarra, voce
- Pasquale Paki Canzi - tastiere, voce
- Renato Sabbioni - basso, voce
- Silvano Travenzollo - batteria, voce

Note aggiuntive
- Felice Piccarreda - produttore
- Marcello Minerbi e Pasquale Canzi - arrangiamenti
- Pietro Bisleri - registrazione
- Ugo Scerbo - supervisiore
- Mimmo Dabbrescia - foto in copertina
- Lorenzo Longhin - copertina[3]